# Regionální distrikty v Britské Kolumbii
Kanadská provincie Britská Kolumbie je rozdělená do 27 regionálních distriktů (okresů) a jednoho regionu – (Stikine). Podobně jako okresy – „counties“ některých států v USA, regionální distrikty slouží jako samosprávní celky v oblastech, které nejsou začleněné do samosprávných územních celků. Ve většině oblastí a městech zajišťují regionální okresy služby, mezi něž patří: územní plánování, bytová inspekce, ochrana před požáry, zpracování odpadu a správa záchranářských a pohotovostních složek.
| Číslo | Název                  | Území          | Populace  | Sídlo         |
| ----- | ---------------------- | -------------- | --------- | ------------- |
| 1     | Alberni-Clayoquot      | 6 630,46 km²   | 30 345    | Port Alberni  |
| 2     | Bulkley-Nechako        | 73 419,01 km²  | 40 856    | Burns Lake    |
| 3     | Capital                | 2.341,11 km²   | 325 754   | Victoria      |
| 4     | Cariboo                | 80 625,97 km²  | 65 659    | Williams Lake |
| 5     | Central Coast          | 24 559,50 km²  | 3 781     | Bella Coola   |
| 6     | Central Kootenay       | 22.130,71 km²  | 57 019    | Nelson        |
| 7     | Central Okanagan       | 2 904,00 km²   | 147 739   | Kelowna       |
| 8     | Columbia-Shuswap       | 29 003,30 km²  | 48 219    | Salmon Arm    |
| 9     | Comox-Strathcona       | 20 015,45 km²  | 96 131    | Courtenay     |
| 10    | Cowichan Valley        | 3 473,12 km²   | 71 998    | Duncan        |
| 11    | East Kootenay          | 27 560,48 km²  | 56 291    | Cranbrook     |
| 12    | Fraser Valley          | 13 346,94 km²  | 237 550   | Chilliwack    |
| 13    | Fraser-Fort George     | 51 083,73 km²  | 95 317    | Prince George |
| 14    | Metro Vancouver        | 2 878,52 km²   | 1 986 965 | Burnaby       |
| 15    | Kitimat-Stikine        | 91 910,63 km²  | 40 876    | Terrace       |
| 16    | Kootenay Boundary      | 8 095,62 km²   | 31 843    | Trail         |
| 17    | Mount Waddington       | 20 288,40 km²  | 13 111    | Port McNeill  |
| 18    | Nanaimo                | 2 034,94 km²   | 127 016   | Nanaimo       |
| 19    | North Okanagan         | 7 512,58 km²   | 73 227    | Coldstream    |
| 20    | Northern Rockies       | 85 151,45 km²  | 5 720     | Fort Nelson   |
| 21    | Okanagan-Similkameen   | 10 413,44 km²  | 76 635    | Penticton     |
| 22    | Peace River            | 119 200,10 km² | 55 080    | Dawson Creek  |
| 23    | Powell River           | 5 092,06 km²   | 19 765    | Powell River  |
| 24    | Skeena-Queen Charlotte | 19 716,14 km²  | 21 693    | Prince Rupert |
| 25    | Squamish-Lillooet      | 16 353,68 km²  | 33 011    | Pemberton     |
| 26    | Stikine                | 132 496,20 km² | 1 316     | -             |
| 27    | Sunshine Coast         | 3 778,17 km²   | 25 599    | Sechelt       |
| 28    | Thompson-Nicola        | 44 476,73 km²  | 119 222   | Kamloops      |

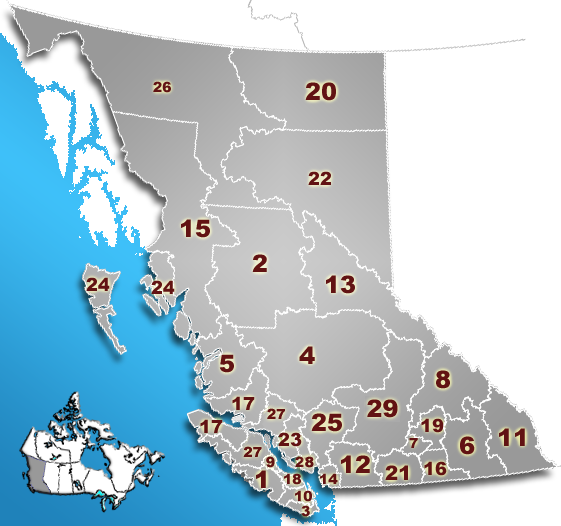
Britská Kolumbie, čísla označují polohu jednotlivých regionálních okresů

- Počet obyvatel podle sčítání lidu 2001